# Florin Răducioiu
Florin Valeriu Răducioiu est un footballeur roumain né le 17 mars 1970 à Bucarest. Il évoluait au poste d'avant-centre. Dans l'histoire du football, Florin Răducioiu est le premier joueur ayant évolué dans les cinq championnats majeurs européens (Angleterre, Italie, Espagne, Allemagne et France).

## Carrière en club
Formé au Dinamo Bucarest, Florin Răducioiu est lancé dans le grand bain par Mircea Lucescu à 17 ans. Il devient titulaire incontestable à partir de la saison 1988-1989 et participe grandement au doublé coupe-championnat la saison suivante. À l'été 1990 Lucescu quitte le Dinamo et Răducioiu également en signant en faveur de l'AS Bari qui évolue en Serie A. 
Il passe la saison suivante à Vérone mais le club est relégué en Serie B. Pour la saison 1992-1993, il s'engage en faveur de Brescia, qui est entrainé par Lucescu. Il va y réaliser une très belle saison ponctuée de treize buts en championnat mais il ne peut empêcher la rétrogradation du club en Serie B. 
Cela lui permet de se faire repérer pas les grands clubs Italiens et il signe au Milan AC. Malheureusement pour lui les trois places de joueurs extra-communautaires sont très chers à Milan, il est en concurrence avec Dejan Savićević, Zvonimir Boban, Marcel Desailly, Jean-Pierre Papin ou encore Brian Laudrup. De ce fait, même s'il enrichit quand même son palmarès, il joue très peu. 
Le mondial 1994 lui permet de se relancer et il signe à l'Espanyol Barcelone où il effectue deux saisons de bonne facture. Après six mois décevants à West Ham lors de la saison 1996-1997, il retourne brièvement à l'Espanyol mais ne peut rester en raison de la situation financière fragile du club. Il joue ensuite en Allemagne au VfB Stuttgart lors de la saison suivante mais ne s'y impose pas.
Il retourne alors à Brescia en Serie B pendant deux ans pour retrouver temps de jeu et confiance. Après un bref retour au pays au Dinamo Bucarest, il signe à Monaco en janvier 2001. Pendant ses six premiers mois il participe au maintien du club en 1re division. À la fin de la saison Claude Puel est licencié et remplacé par Didier Deschamps. Răducioiu n'entre pas dans ses plans et ne joue quasiment plus. Après un bref passage en Ligue 2 à l'US Créteil-Lusitanos il raccroche les crampons.

## Carrière en équipe de Roumanie
Le 25 avril 1990 Florin Răducioiu fait ses débuts en équipe de Roumanie à 20 ans lors d'un match amical contre Israël. La sélection est alors en préparation en vue de la coupe du monde en Italie de cette année-là.

### Coupe du monde 1990
Malgré son faible vécu en équipe nationale, il est retenu pour le mondial. Dans le groupe de l'Argentine tenante du titre la Roumanie finit deuxième de son groupe derrière le Cameroun mais devant l'Argentine et l'URSS. L'équipe de Roumanie atteint donc les huitièmes de finale où elle se fait éliminer par l'Irlande aux tirs au but. Sur le plan personnel Răducioiu joue trois des quatre matchs sans marquer de but.

### Coupe du monde 1994
Răducioiu participe grandement à la qualification de la Roumanie pour le mondial aux États-Unis en inscrivant 9 buts au cours de ces éliminatoires. lors de celle-ci la Roumanie se montre séduisante et réaliste, son attaquant y est pour beaucoup. Il inscrit 4 buts en 4 matchs disputés, deux contre la Colombie au premier tour, deux autres, insuffisants, contre la Suède en 1/4 de finale. Il s'agit du meilleur résultat de l'équipe Roumaine en compétition internationale. Alliant vitesse et flair, le blond Roumain aura été l'une des stars de cette compétition.

### Euro 1996
Il inscrit encore cinq buts lors des éliminatoires pour l'Euro 1996 et la Roumanie se qualifie en finissant en tête de son groupe devant la France. Le tirage au sort de la phase finale n'est pas clément avec les Roumains puisqu'ils retrouvent la France, l'Espagne (quart de finaliste du mondial 1994) et la Bulgarie (demi-finaliste du mondial 1994). La Roumanie perd ses deux premiers matchs contre la France et la Bulgarie sur le score de 0-1. Lors du dernier match Răducioiu marque le seul but roumain de la compétition au cours de la défaite 1-2 devant l'Espagne. C'est son dernier but avec la sélection nationale.

## Palmarès
- Roumanie
  - 40 sélections et 21 buts entre 1990 et 1996
  - Participation à la Coupe du monde 1990 (huitième de finaliste)
  - Participation à la Coupe du monde 1994 (quart de finaliste)
  - Participation à l'Euro 1996 (éliminé au 1er tour)

- Dinamo Bucarest
  - Champion de Roumanie en 1990
  - Vainqueur de la Coupe de Roumanie en 1986 et 1990
  - Demi-finaliste de la Coupe des coupes en 1990

- AC Milan
  - Champion d'Italie en 1994
  - Vainqueur de la Supercoupe d'Italie en 1993
  - Vainqueur de la Ligue des champions en 1994 (ne joue pas la finale)
  - Finaliste de la Coupe Intercontinentale en 1993

- VfB Stuttgart
  - Finaliste de la Coupe d'Europe des Vainqueurs de Coupe en 1998